# Sh2-227
Sh2-227 est une nébuleuse en émission visible dans la constellation du Cocher.
Elle est située dans le grand pentagone qui constitue la constellation, à environ 1° au sud de l'étoile λ Aurigae et à une courte distance de l'amas ouvert NGC 1857. La meilleure période pour son observation dans le ciel du soir se situe entre les mois d'octobre et de mars et est grandement facilitée pour les observateurs situés dans les régions de l'hémisphère nord de la Terre.
Il s'agit d'une région HII éloignée et peu étudiée, située à environ 4 300 pc (∼14 000 al) sur le Bras du Cygne, au-delà des grandes associations OB du Cocher. Le responsable de son ionisation serait LS V +38 12, une étoile bleue de séquence principale de classe spectrale O9V. Deux sources de rayonnement infrarouge sont associées à ce nuage, dont l'une a également des émissions de CO.